# Modligroszek
Modligroszek, paciornik, paciorkowiec, abrus, koralin (Abrus) – rodzaj roślin z rodziny bobowatych (Fabaceae). Obejmuje 19 gatunków. Występują one na wszystkich kontynentach w strefie równikowej. 

## Systematyka
Pozycja systematyczna według APweb (aktualizowany system APG III z 2009)
Rodzaj z plemienia  Abreae i podrodziny bobowatych właściwych (Faboideae) w obrębie rodziny bobowatych (Fabaceae).
Wykaz gatunków
- Abrus aureus R.Vig.
- Abrus baladensis Thulin
- Abrus bottae Deflers
- Abrus canescens Baker
- Abrus diversifoliatus Breteler
- Abrus diversifoliolatus Breteler
- Abrus fruticulosus Wight & Arn.
- Abrus gawenensis Thulin
- Abrus laevigatus E.Mey.
- Abrus longibracteatus Labat
- Abrus lusorius Vell.
- Abrus madagascariensis R.Vig.
- Abrus parvifolius (R.Vig.) Verdc.
- Abrus precatorius L. – modligroszek różańcowy
- Abrus pulchellus Thwaites
- Abrus sambiranensis R.Vig.
- Abrus schimperi Baker
- Abrus somalensis Taub.
- Abrus wittei Baker f.